# M901 ITV
M901 ITV (англ. M901 ITV (Improved TOW Vehicle) — самохідний ПТРК на базі гусеничного бронетранспортера M113, що перебував на озброєнні механізованих військ армії США та деяких армії країн світу.

## Огляд
M901 ITV («Удосконалений транспортний засіб з установкою TOW») — спеціально розроблений варіант бронетранспортера M113 (БТР), призначений для боротьби з танками, бойовими машинами піхоти, бронетранспортерами та іншими зразками бронетанкової техніки противника. Цей гусеничний носій зброї зберігає всі ключові якості бронетранспортера типу M113, і має на озброєнні подвійний пусковий пристрій M220 TOW для стрільби протитанковими керованими ракетами. Самохідний ПТРК випускався у трьох основних модифікаціях й перебував на озброєння збройних сил десяти країн світу, включаючи армію США.
Екіпаж 12-тонного M901 ITV чотири особи — водій, командир, навідник та заряджаючий. Завдяки компактним розмірам самохідний ПТРК можливо перевозити повітрям у трюмі літака класу C-130 «Геркулес» і десантувати парашутним та посадочним способом, де це необхідно, що надає відповідну тактичну гнучкість. У верхній частині даху встановлена ракетна установка TOW у висувному/розбірному кріпленні, яке при складанні вниз призводить до зниження профілю бронетранспортера до 294,8 см. Система керування зброєю дозволяє екіпажу відстежувати, цілити та вражати об'єкти противника як у денний, так і в нічний час, башточка з ПТКР дозволяє розгортатися в будь-якому напрямку навколо своєї осі. Висота підйому/нахилу обмежується +34° і -30°. Башту також можна зняти з бронетранспортера та використовувати в ролі наземної протитанкової установки. Однією з ключових завад конструкції M901 є те, що він не може стріляти під час руху. Загалом M901 ITV має 12 протитанкових керованих ракет, дві — в установці та десять споряджених зберігаються на марші усередині корпусу машини. M901 озброєний 7,62-мм танковим кулеметом та двома чотириствольними димовими гранатометами M243, які можна використовувати для прикриття його маневру на полі бою.
Модифікації M901 ITV включають оригінальний варіант протитанкового засобу M901 з його протитанковим комплексом M220A1 TOW. За цим на озброєння надійшов M901A1 з використанням вдосконаленого ракетного комплексу M220A2 TOW-2. Останнім варіантом став M901A3, який озброєний аналогічним ракетним комплексом TO2-M220A2 M220A2, але включає низку модернізацій в базовій конструкції БТР M113A3.
M901 був експортований до Бахрейну, Єгипту, Греції, Йорданії, Марокко, Пакистану, Португалії, Таїланду та Тунісу.

### Оператори

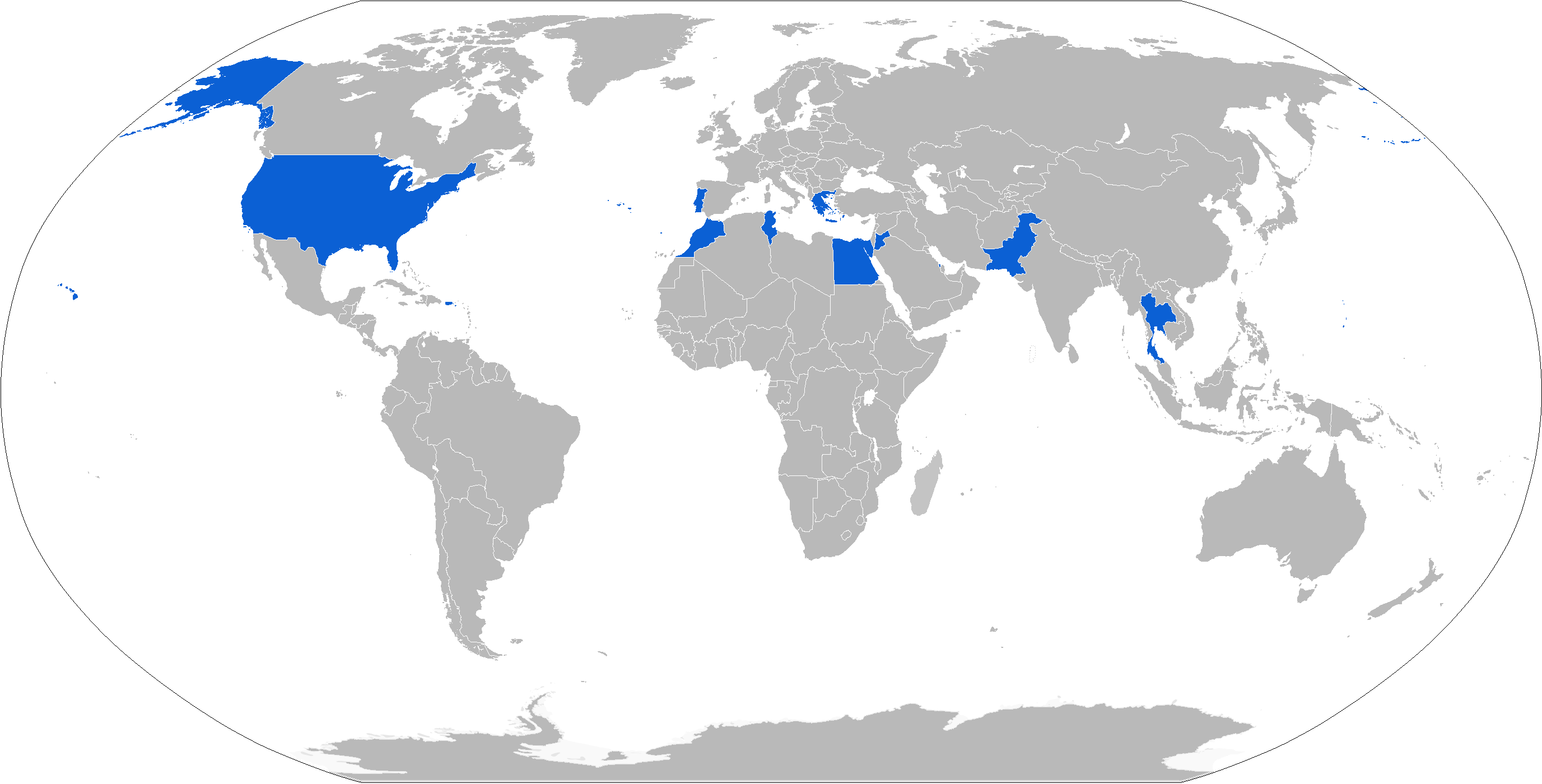
Країни-оператори самохідного ПТРК M901 ITV

- : Королівська армія Бахрейну: 38 M901A1 поставлені в 2001.[1]
- Єгипет: Сухопутні війська Єгипту — 262 од.
- Греція: Сухопутні війська Греції — 320 од.
- Йорданія: Збройні сили Йорданії — 70 од.
- Кувейт: Сухопутні війська Кувейту — 58[2]
- Марокко: Королівська армія Марокко
- Пакистан: Сухопутні війська Пакистану — 24 од.
- Португалія: Португальська армія: 4 — з 1993
- Таїланд: Королівська армія Таїланду — 18 од.
- Туніс: Сухопутні війська Тунісу

## ПТРК порівнянної ролі, конфігурації та епохи
- / Humber Hornet
- FV102 Striker
- FV438 Swingfire
- NM142
- 9П148
- 9П149
- Raketenjagdpanzer 1
- Raketenjagdpanzer 2
- Jaguar 1
- Jaguar 2
- Pansarbandvagn 302
- M981 FISTV
- M1134 Stryker